# Vipava
Vipava (Duits: Wippach; Italiaans: Vipacco) is een Sloveense gemeente in Primorska en ligt in de Vipavavallei.
Vipava telde 5185 inwoners bij de volkstelling van 2002.

## Plaatsen in de gemeente
Duplje, Erzelj, Goče, Gradišče pri Vipavi, Hrašče, Lozice, Lože, Manče, Nanos, Orehovica, Podbreg, Podgrič, Podnanos, Podraga, Poreče, Sanabor, Slap, Vipava, Vrhpolje, Zemono

## In Vipava geboren
- Sigismund Herberstein (° 1486), diplomaat en ontdekkingsreiziger
- Sebastijan Krelj (°1538), reformator
- Stanko Premrl (°1880), componist

Ajdovščina · Bovec · Brda · Cerkno · Idrija · Kanal ob Soči · Kobarid · Miren-Kostanjevica · Nova Gorica · Renče-Vogrsko · Šempeter-Vrtojba · Tolmin · Vipava